# São Miguel do Outeiro e Sabugosa
São Miguel do Outeiro e Sabugosa (oficialmente: União das Freguesias de São Miguel do Outeiro e Sabugosa) é uma freguesia portuguesa do município de Tondela, com 18,54 km² de área e 1214 habitantes (censo de 2021). A sua densidade populacional é 65,5 hab./km².

## História
Foi criada aquando da reorganização administrativa de 2012/2013, resultando da agregação das antigas freguesias de São Miguel do Outeiro e Sabugosa.

## Demografia
A população registada nos censos foi:
| Distribuição da População por Grupos Etários | Distribuição da População por Grupos Etários | Distribuição da População por Grupos Etários | Distribuição da População por Grupos Etários | Distribuição da População por Grupos Etários | Distribuição da População por Grupos Etários |
| -------------------------------------------- | -------------------------------------------- | -------------------------------------------- | -------------------------------------------- | -------------------------------------------- | -------------------------------------------- |
| Antes da agregação                           |                                              |                                              |                                              |                                              |                                              |
| Ano                                          | 0-14 anos                                    | 15-24 anos                                   | 25-64 anos                                   | >= 65 anos                                   | Total                                        |
| 2001                                         | 217                                          | 214                                          | 768                                          | 393                                          | 1592                                         |
| 2011                                         | 157                                          | 149                                          | 723                                          | 429                                          | 1458                                         |
| Após a agregação                             |                                              |                                              |                                              |                                              |                                              |
| Ano                                          | 0-14 anos                                    | 15-24 anos                                   | 25-64 anos                                   | >= 65 anos                                   | Total                                        |
| 2021                                         | 119                                          | 105                                          | 580                                          | 410                                          | 1214                                         |